# Halo: Spartan Strike
Halo: Spartan Strike é um videogame shooter de duplo-stick que tem como cenário o universo de ficção científica da franquia Halo. É o sucessor de Halo: Spartan Assault e foi produzido pelo estúdios 343 Industries e Vanguard Games. Foi lançado para iOS, Windows e Windows Phone a 16 de Abril de 2015.
Os jogadores assumem o papel de super soldados humanos conhecidos como Spartans numa série de jogos de guerra que simulam eventos históricos fictícios. Nos confrontos o jogador tem ao seu dispor novas armas, como a Suppressor, Scatter Shot, Incineration Cannon e a Binary Rifle, assim como novas habilidade da armadura como a Bubble Shield, Airstrike, Proximity Mine, Teleport, e Shock Chain.